# Jean-Pierre Monseré

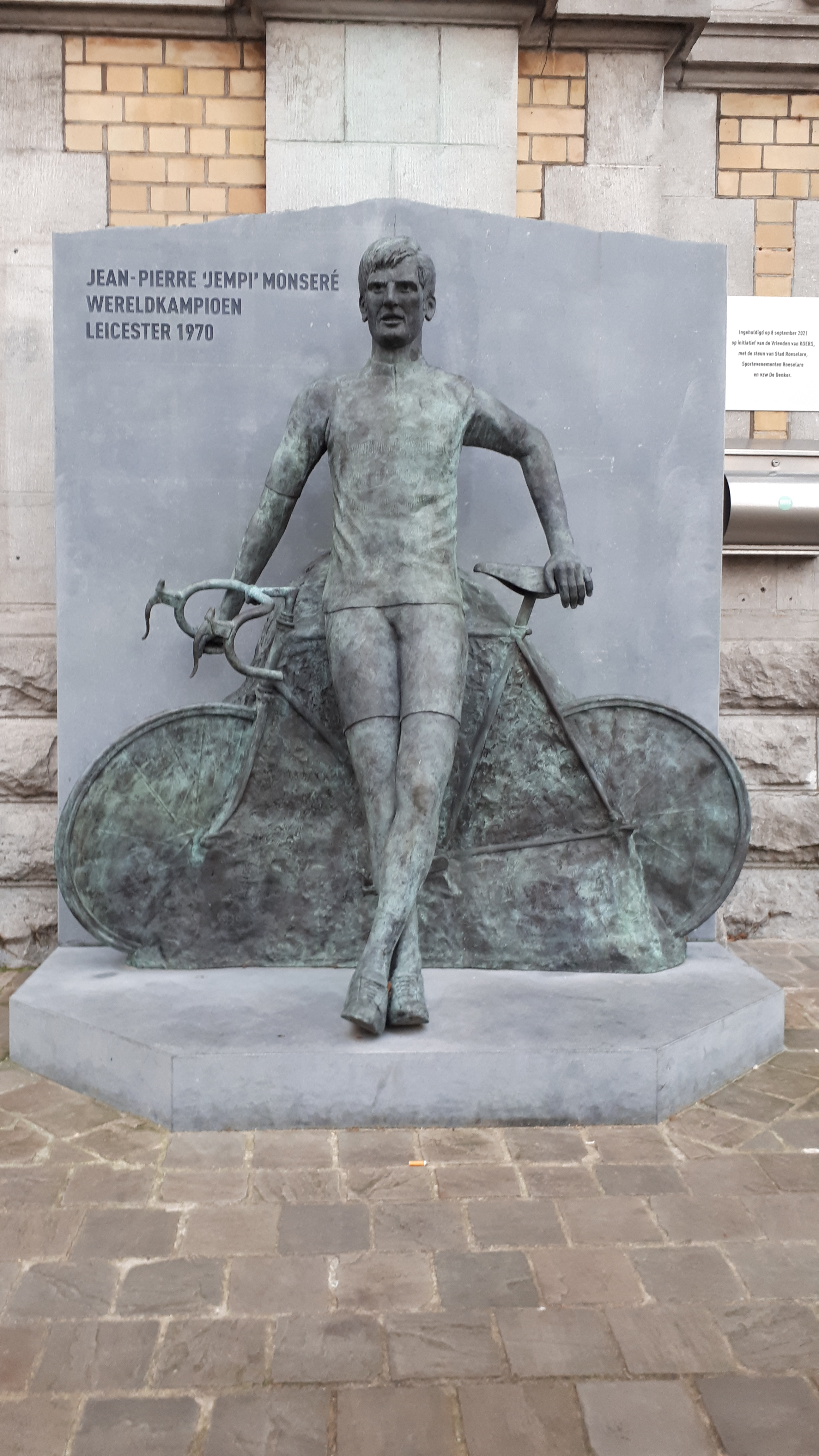
Staty av Jean-Pierre Monseré i Roeselare uppförd 2021.

Jean-Pierre "Jempi" Monseré, född den 8 september 1948 i Roeselare, död den 15 mars 1971 i Lille, var en belgisk landsvägs- och bancyklist som vann Giro di Lombardia 1969, blev världsmästare i linjelopp 1970 och vann Vuelta a Andalucía 1971. Under ett litet belgiskt lopp, Grote Jaarmarktprijs i Retie, blev han påkörd av en bil och avled av skadorna.
Tävlingen Grote Prijs Jean-Pierre Monseré instiftades 2012 till hans minne.

## Meriter

### Landsväg
1966
2:a i Belgiska mästerskapen i linjelopp - U23
1967 - amatör
Vinnare av etapp 1 i Ronde van Limburg
2:a i Belgiska mästerskapen i linjelopp - amatörer
5:a i Flandern runt - amatörer
1968 - amatör
Vinnare Elfstedenronde - amatörer
Vinnare av Trophée Peugeot
2:a i Belgiska mästerskapen i linjelopp - amatörer
6:a i linjelopp vid Olympiska sommarspelen
1969 - amatör
Vinnare av Omloop der Vlaamse Gewesten - amatörer
Vinnare av Omloop Het Volk - amatörer
2:a  i linjelopp vid Världsmästerskapen i landsvägscykling - amatörer
1969 - professionell
Vinnare av Giro di Lombardia
2:a i linjelopp vid Belgiska mästerskapen
2:a i Coppa Ugo Agostoni
2:a i Circuit de Wallonie
3:a i Kampioenschap van Vlaanderen
6:a i Grand Prix de Fourmies
1970 - professionell
Vinnare av  linjeloppet vid Världsmästerskapen i landsvägscykling
Vinnare av etapp 1 Paris-Luxemburg
Vinnare av etapperna 2 och 4 i Vuelta a Andalucía
Vinnare av Omloop der Zuid-West-Vlaamse Bergen
Vinnare av Zomergem–Adinkerke
Vinnare av etapp 1 (TTT) i Dunkerques fyradagars
2:a i Kampioenschap van Vlaanderen
2:a i Bruxelles–Meulebeke
2:a i Omloop van de Grensstreek (Ledegem)
2:a i Leiedal Koerse
2:a i Omloop van het Houtland Torhout
2:a i GP Roeselare
3:a i linjelopp vid Belgiska mästerskapen
4:a i Critérium des As
4:a i Druivenkoers Overijse
6:a i Flandern runt
8:a i Gent–Wevelgem
8:a i La Flèche Wallonne
10:a i Paris–Roubaix
1971 - professionell
Vinnare  totalt Vuelta a Andalucía
Vinnare av etapperna 1 och 3
2:a i Omloop van het Zuidwesten
9:a i Elfstedenronde
10:a i Kuurne-Bryssel-Kuurne